# Honorowi obywatele Ząbkowic Śląskich
Honorowi Obywatele Ząbkowic Śląskich – zgodnie z regulaminem Rady Miasta i Gminy Ząbkowice Śląskie nadaje ona tytuł honorowego obywatela miasta Ząbkowice Śląskie, który przyznawany jest osobom niezamieszkałym w Ząbkowicach Śląskich, zarówno obywatelom polskim, jak i cudzoziemcom za wybitne zasługi na rzecz miasta, które przyczyniają się do jego rozwoju oraz wzbogacają jego dorobek w różnych dziedzinach. Po raz pierwszy tytuł został nadany w 2007 roku.

## Laureaci
| Data             | Imię i nazwisko                      | Osiągnięcia |
| ---------------- | ------------------------------------ | --- |
| 28 września 2007 | ks. Mathias Dierig (1928–2009)       | Przez przeszło 30 lat utrzymywał kontakty z Ząbkowicami i jego mieszkańcami. Współorganizował transporty z darami i lekami w latach 80. XX wieku. Wspomagał remont miejscowego kościoła pw. św. Jadwigi oraz rodziny wielodzietne. |
| 28 września 2007 | Franz Toenniges (1923–2008)          | Był grafikiem, heraldykiem, rysownikiem, kaligrafem oraz historykiem. Miał na swoim koncie wiele publikacji dotyczących ziemi ząbkowickiej. |
| 28 września 2007 | Johannes Walzik (1931–2021)          | Od 1997 przewodniczący związku ząbkowiczan w Niemczech. Wspierał finansowo instytucje z terenu Ząbkowic Śląskich. |
| 26 lutego 2010   | kard. Henryk Gulbinowicz (1923–2020) | Przyznanie tytułu uzasadniono: Jest ojcem i przewodnikiem dla duchowieństwa i wiernych z Ząbkowic Śląskich. Działa na rzecz dobra publicznego, a szczególnie na rzecz dialogu między różnymi środowiskami społecznymi. W 2021 roku uchwałą Rady Miejskiej został pozbawiony tytułu. |
| 29 maja 2013     | Stanisław Grochociński (ur. 1932)    | Zasłużony działacz w rozwoju turystyki lokalnej i regionalnej, współzałożyciel Oddziału PTTK w Ząbkowicach Śl. i jego wieloletni prezes. Organizator, kierownik i wykładowca na kursach przewodnickich PTTK. Instruktor Przewodnictwa, Przewodnik Sudecki kl. I, Przewodnik Terenowy po Dolnym Śląsku, Instruktor Kształcenia Kadr PTTK, Instruktor Krajoznawstwa Polski. Wielokrotnie wyróżniony i odznaczony za pracę w PTTK. 14 września 2013 r. Walny Zjazd PTTK w Warszawie nadał mu najwyższe odznaczenie: Godność Członka Honorowego PTTK. |